# Zé Carreiro & Carreirinho
Zé Carreiro e Carreirinho foi uma dupla brasileira de música sertaneja formada por Lúcio Rodrigues de Souza, o Zé Carreiro, e Adauto Ezequiel, o Carreirinho.

## História
Quando pequeno, Carreirinho via seu pai, João Batista, um sitiante e excelente violeiro, e o admirava com enorme vontade de aprender a tocar o instrumento, assim surgindo também a vontade de criar uma dupla. Já Zé Carreiro havia cantado com diversos parceiros, mas o único que realmente durou foi Adauto. A dupla durou de 1947 a 1970.

## Falecimento de Zé Carreiro
Zé Carreiro faleceu em 21 de maio de 1970, na cidade de São Paulo, cuja causa não foi revelada.

## Falecimento de Carreirinho
Carreirinho viveu mais de 30 anos após a morte do parceiro, mas veio a falecer em 27 de março de 2009, na mesma cidade que Zé Carreiro, e a causa da morte também não foi revelada.

## Discografia
- ([S/D]) Crianças do Brasil/Floray
- (1962) Meu carro e minha viola
- (1957) Lubisome/Jamais seremos esquecidos
- (1956) A vida de Raul Torres/Minha história de amor
- (1956) Companheiro do Ferreirinha. Romance desfolhado
- (1956) Linda uruguaia/Desastre de Ipanema
- (1955) Rosa branca/Boi soberano
- (1955) Despedida de solteiro/Último adeus
- (1954) Pião apaixonado/Derrota do boi Palácio
- (1954) Roceiro/Clarineta
- (1953) Violeiro disposto/Preto fugido
- (1953) Triste desengano/Viajando a cavalo
- (1953) A morte da sucuri/Fandango mineiro
- (1952) Patriota/As três cuiabanas
- (1952) Saudades de Araraguara/Cruel destino
- (1952) Irmão do Ferreirinha/Teu nome tem sete letras
- (1951) Pirangueiro/A morte do carreiro
- (1951) Carreiro Sebastião/Violeiro solteiro
- (1950) Canoeiro/Ferreirinho

## Ligações exeternas
- Zé Carreiro e Carreirinho em iTunes
- Zé Carreiro e Carreirinho - Recanto Caipira